# جبله (کویت)
جبله (به عربی: القبلة) یک منطقهٔ مسکونی در کویت است که در استان عاصمه واقع شده‌است. جبله ۱۴٬۵۱۸ نفر جمعیت دارد.